# Lepidechidna cynarivora
Lepidechidna cynarivora är en fjärilsart som beskrevs av Edward Meyrick 1934. Lepidechidna cynarivora ingår i släktet Lepidechidna och familjen praktmalar, Oecophoridae. Inga underarter finns listade i Catalogue of Life.